# Коженна (гмина)
Коженна (пол. Korzenna)—сельская гмина (волость) в Польше, входит как административная единица в Новосонченский повет, Малопольское воеводство. Население — 13 307 человек (на 2004 год).

## Сельские округа
1. Буковец
2. Янчова
3. Ясенна
4. Конюшова
5. Коженна
6. Липница-Велька
7. Лычана
8. Ленка
9. Милкова
10. Могильно
11. Нецев
12. Посадова-Могильска
13. Седльце
14. Словикова
15. Тшицеж
16. Войнарова